# Belgiens Grand Prix 1954
Belgiens Grand Prix 1954 var det tredje av nio lopp ingående i formel 1-VM 1954.  

## Resultat
- 1 Juan Manuel Fangio, Maserati, 8+1 poäng
- 2 Maurice Trintignant, Ferrari, 6
- 3 Stirling Moss, Moss (Maserati), 4
- 4 Mike Hawthorn, Ferrari[1], 1½
- = José Froilán González, Ferrari[1], 1½
- 5 André Pilette, Gordini, 2
- 6 Prince Bira, Bira (Maserati)
- 7 Sergio Mantovani, Maserati

### Förare som bröt loppet
- Nino Farina, Ferrari (varv 14, tändning)
- Paul Frère, Gordini (14, motor)
- Jean Behra, Gordini (12, upphängning)
- Onofre Marimón, Maserati (3, motor)
- José Froilán González, Ferrari[2] (1, motor)
- Jacques Swaters, Ecurie Francorchamps (Ferrari) (1, motor)
- Roberto Mières, Roberto Mières (Maserati) (0, brand)